# Ľudovít Lačný
Ľudovít Lačný (Banská Štiavnica, 8 novembre 1926 – 25 dicembre 2019) è stato un compositore di scacchi slovacco.
Laureato in matematica, lavorò come insegnante di questa materia e come programmatore. 
Nel 1956 la PCCC (Permanent Chess Composition Commission) lo nominò Giudice Internazionale della composizione e nel 2005 gli attribuì il titolo di  Maestro Internazionale della composizione.
È noto soprattutto per aver ideato nel 1949 il "tema Lacny", in cui il gioco virtuale  e il gioco reale sono ciclicamente collegati (per questo è chiamato anche "ciclo Lacny"):
- nel gioco virtuale alle difese del nero a, b e c seguono rispettivamente i matti A, B e C;
- nel gioco reale alle stesse difese a, b e c seguono rispettivamente i matti B, C ed A.

Lo svolgimento è esemplificato dal problema presentato in basso. In seguito molti compositori hanno realizzato problemi basati su questo tema. 
|   | a | b | c | d | e | f | g | h |   |
| 8 | d7 pedone del nero · e7 re del bianco · a6 alfiere del nero · d6 pedone del nero · d5 donna del bianco · h5 alfiere del bianco · a4 donna del nero · b4 torre del bianco · c4 pedone del nero · f4 cavallo del bianco · g4 cavallo del nero · a3 torre del nero · e3 re del nero · f3 cavallo del bianco · g3 alfiere del bianco · a2 torre del nero · b2 torre del bianco · c2 pedone del nero · a1 cavallo del nero · g1 alfiere del nero | d7 pedone del nero · e7 re del bianco · a6 alfiere del nero · d6 pedone del nero · d5 donna del bianco · h5 alfiere del bianco · a4 donna del nero · b4 torre del bianco · c4 pedone del nero · f4 cavallo del bianco · g4 cavallo del nero · a3 torre del nero · e3 re del nero · f3 cavallo del bianco · g3 alfiere del bianco · a2 torre del nero · b2 torre del bianco · c2 pedone del nero · a1 cavallo del nero · g1 alfiere del nero | d7 pedone del nero · e7 re del bianco · a6 alfiere del nero · d6 pedone del nero · d5 donna del bianco · h5 alfiere del bianco · a4 donna del nero · b4 torre del bianco · c4 pedone del nero · f4 cavallo del bianco · g4 cavallo del nero · a3 torre del nero · e3 re del nero · f3 cavallo del bianco · g3 alfiere del bianco · a2 torre del nero · b2 torre del bianco · c2 pedone del nero · a1 cavallo del nero · g1 alfiere del nero | d7 pedone del nero · e7 re del bianco · a6 alfiere del nero · d6 pedone del nero · d5 donna del bianco · h5 alfiere del bianco · a4 donna del nero · b4 torre del bianco · c4 pedone del nero · f4 cavallo del bianco · g4 cavallo del nero · a3 torre del nero · e3 re del nero · f3 cavallo del bianco · g3 alfiere del bianco · a2 torre del nero · b2 torre del bianco · c2 pedone del nero · a1 cavallo del nero · g1 alfiere del nero | d7 pedone del nero · e7 re del bianco · a6 alfiere del nero · d6 pedone del nero · d5 donna del bianco · h5 alfiere del bianco · a4 donna del nero · b4 torre del bianco · c4 pedone del nero · f4 cavallo del bianco · g4 cavallo del nero · a3 torre del nero · e3 re del nero · f3 cavallo del bianco · g3 alfiere del bianco · a2 torre del nero · b2 torre del bianco · c2 pedone del nero · a1 cavallo del nero · g1 alfiere del nero | d7 pedone del nero · e7 re del bianco · a6 alfiere del nero · d6 pedone del nero · d5 donna del bianco · h5 alfiere del bianco · a4 donna del nero · b4 torre del bianco · c4 pedone del nero · f4 cavallo del bianco · g4 cavallo del nero · a3 torre del nero · e3 re del nero · f3 cavallo del bianco · g3 alfiere del bianco · a2 torre del nero · b2 torre del bianco · c2 pedone del nero · a1 cavallo del nero · g1 alfiere del nero | d7 pedone del nero · e7 re del bianco · a6 alfiere del nero · d6 pedone del nero · d5 donna del bianco · h5 alfiere del bianco · a4 donna del nero · b4 torre del bianco · c4 pedone del nero · f4 cavallo del bianco · g4 cavallo del nero · a3 torre del nero · e3 re del nero · f3 cavallo del bianco · g3 alfiere del bianco · a2 torre del nero · b2 torre del bianco · c2 pedone del nero · a1 cavallo del nero · g1 alfiere del nero | d7 pedone del nero · e7 re del bianco · a6 alfiere del nero · d6 pedone del nero · d5 donna del bianco · h5 alfiere del bianco · a4 donna del nero · b4 torre del bianco · c4 pedone del nero · f4 cavallo del bianco · g4 cavallo del nero · a3 torre del nero · e3 re del nero · f3 cavallo del bianco · g3 alfiere del bianco · a2 torre del nero · b2 torre del bianco · c2 pedone del nero · a1 cavallo del nero · g1 alfiere del nero | 8 |
| 7 | d7 pedone del nero · e7 re del bianco · a6 alfiere del nero · d6 pedone del nero · d5 donna del bianco · h5 alfiere del bianco · a4 donna del nero · b4 torre del bianco · c4 pedone del nero · f4 cavallo del bianco · g4 cavallo del nero · a3 torre del nero · e3 re del nero · f3 cavallo del bianco · g3 alfiere del bianco · a2 torre del nero · b2 torre del bianco · c2 pedone del nero · a1 cavallo del nero · g1 alfiere del nero | d7 pedone del nero · e7 re del bianco · a6 alfiere del nero · d6 pedone del nero · d5 donna del bianco · h5 alfiere del bianco · a4 donna del nero · b4 torre del bianco · c4 pedone del nero · f4 cavallo del bianco · g4 cavallo del nero · a3 torre del nero · e3 re del nero · f3 cavallo del bianco · g3 alfiere del bianco · a2 torre del nero · b2 torre del bianco · c2 pedone del nero · a1 cavallo del nero · g1 alfiere del nero | d7 pedone del nero · e7 re del bianco · a6 alfiere del nero · d6 pedone del nero · d5 donna del bianco · h5 alfiere del bianco · a4 donna del nero · b4 torre del bianco · c4 pedone del nero · f4 cavallo del bianco · g4 cavallo del nero · a3 torre del nero · e3 re del nero · f3 cavallo del bianco · g3 alfiere del bianco · a2 torre del nero · b2 torre del bianco · c2 pedone del nero · a1 cavallo del nero · g1 alfiere del nero | d7 pedone del nero · e7 re del bianco · a6 alfiere del nero · d6 pedone del nero · d5 donna del bianco · h5 alfiere del bianco · a4 donna del nero · b4 torre del bianco · c4 pedone del nero · f4 cavallo del bianco · g4 cavallo del nero · a3 torre del nero · e3 re del nero · f3 cavallo del bianco · g3 alfiere del bianco · a2 torre del nero · b2 torre del bianco · c2 pedone del nero · a1 cavallo del nero · g1 alfiere del nero | d7 pedone del nero · e7 re del bianco · a6 alfiere del nero · d6 pedone del nero · d5 donna del bianco · h5 alfiere del bianco · a4 donna del nero · b4 torre del bianco · c4 pedone del nero · f4 cavallo del bianco · g4 cavallo del nero · a3 torre del nero · e3 re del nero · f3 cavallo del bianco · g3 alfiere del bianco · a2 torre del nero · b2 torre del bianco · c2 pedone del nero · a1 cavallo del nero · g1 alfiere del nero | d7 pedone del nero · e7 re del bianco · a6 alfiere del nero · d6 pedone del nero · d5 donna del bianco · h5 alfiere del bianco · a4 donna del nero · b4 torre del bianco · c4 pedone del nero · f4 cavallo del bianco · g4 cavallo del nero · a3 torre del nero · e3 re del nero · f3 cavallo del bianco · g3 alfiere del bianco · a2 torre del nero · b2 torre del bianco · c2 pedone del nero · a1 cavallo del nero · g1 alfiere del nero | d7 pedone del nero · e7 re del bianco · a6 alfiere del nero · d6 pedone del nero · d5 donna del bianco · h5 alfiere del bianco · a4 donna del nero · b4 torre del bianco · c4 pedone del nero · f4 cavallo del bianco · g4 cavallo del nero · a3 torre del nero · e3 re del nero · f3 cavallo del bianco · g3 alfiere del bianco · a2 torre del nero · b2 torre del bianco · c2 pedone del nero · a1 cavallo del nero · g1 alfiere del nero | d7 pedone del nero · e7 re del bianco · a6 alfiere del nero · d6 pedone del nero · d5 donna del bianco · h5 alfiere del bianco · a4 donna del nero · b4 torre del bianco · c4 pedone del nero · f4 cavallo del bianco · g4 cavallo del nero · a3 torre del nero · e3 re del nero · f3 cavallo del bianco · g3 alfiere del bianco · a2 torre del nero · b2 torre del bianco · c2 pedone del nero · a1 cavallo del nero · g1 alfiere del nero | 7 |
| 6 | d7 pedone del nero · e7 re del bianco · a6 alfiere del nero · d6 pedone del nero · d5 donna del bianco · h5 alfiere del bianco · a4 donna del nero · b4 torre del bianco · c4 pedone del nero · f4 cavallo del bianco · g4 cavallo del nero · a3 torre del nero · e3 re del nero · f3 cavallo del bianco · g3 alfiere del bianco · a2 torre del nero · b2 torre del bianco · c2 pedone del nero · a1 cavallo del nero · g1 alfiere del nero | d7 pedone del nero · e7 re del bianco · a6 alfiere del nero · d6 pedone del nero · d5 donna del bianco · h5 alfiere del bianco · a4 donna del nero · b4 torre del bianco · c4 pedone del nero · f4 cavallo del bianco · g4 cavallo del nero · a3 torre del nero · e3 re del nero · f3 cavallo del bianco · g3 alfiere del bianco · a2 torre del nero · b2 torre del bianco · c2 pedone del nero · a1 cavallo del nero · g1 alfiere del nero | d7 pedone del nero · e7 re del bianco · a6 alfiere del nero · d6 pedone del nero · d5 donna del bianco · h5 alfiere del bianco · a4 donna del nero · b4 torre del bianco · c4 pedone del nero · f4 cavallo del bianco · g4 cavallo del nero · a3 torre del nero · e3 re del nero · f3 cavallo del bianco · g3 alfiere del bianco · a2 torre del nero · b2 torre del bianco · c2 pedone del nero · a1 cavallo del nero · g1 alfiere del nero | d7 pedone del nero · e7 re del bianco · a6 alfiere del nero · d6 pedone del nero · d5 donna del bianco · h5 alfiere del bianco · a4 donna del nero · b4 torre del bianco · c4 pedone del nero · f4 cavallo del bianco · g4 cavallo del nero · a3 torre del nero · e3 re del nero · f3 cavallo del bianco · g3 alfiere del bianco · a2 torre del nero · b2 torre del bianco · c2 pedone del nero · a1 cavallo del nero · g1 alfiere del nero | d7 pedone del nero · e7 re del bianco · a6 alfiere del nero · d6 pedone del nero · d5 donna del bianco · h5 alfiere del bianco · a4 donna del nero · b4 torre del bianco · c4 pedone del nero · f4 cavallo del bianco · g4 cavallo del nero · a3 torre del nero · e3 re del nero · f3 cavallo del bianco · g3 alfiere del bianco · a2 torre del nero · b2 torre del bianco · c2 pedone del nero · a1 cavallo del nero · g1 alfiere del nero | d7 pedone del nero · e7 re del bianco · a6 alfiere del nero · d6 pedone del nero · d5 donna del bianco · h5 alfiere del bianco · a4 donna del nero · b4 torre del bianco · c4 pedone del nero · f4 cavallo del bianco · g4 cavallo del nero · a3 torre del nero · e3 re del nero · f3 cavallo del bianco · g3 alfiere del bianco · a2 torre del nero · b2 torre del bianco · c2 pedone del nero · a1 cavallo del nero · g1 alfiere del nero | d7 pedone del nero · e7 re del bianco · a6 alfiere del nero · d6 pedone del nero · d5 donna del bianco · h5 alfiere del bianco · a4 donna del nero · b4 torre del bianco · c4 pedone del nero · f4 cavallo del bianco · g4 cavallo del nero · a3 torre del nero · e3 re del nero · f3 cavallo del bianco · g3 alfiere del bianco · a2 torre del nero · b2 torre del bianco · c2 pedone del nero · a1 cavallo del nero · g1 alfiere del nero | d7 pedone del nero · e7 re del bianco · a6 alfiere del nero · d6 pedone del nero · d5 donna del bianco · h5 alfiere del bianco · a4 donna del nero · b4 torre del bianco · c4 pedone del nero · f4 cavallo del bianco · g4 cavallo del nero · a3 torre del nero · e3 re del nero · f3 cavallo del bianco · g3 alfiere del bianco · a2 torre del nero · b2 torre del bianco · c2 pedone del nero · a1 cavallo del nero · g1 alfiere del nero | 6 |
| 5 | d7 pedone del nero · e7 re del bianco · a6 alfiere del nero · d6 pedone del nero · d5 donna del bianco · h5 alfiere del bianco · a4 donna del nero · b4 torre del bianco · c4 pedone del nero · f4 cavallo del bianco · g4 cavallo del nero · a3 torre del nero · e3 re del nero · f3 cavallo del bianco · g3 alfiere del bianco · a2 torre del nero · b2 torre del bianco · c2 pedone del nero · a1 cavallo del nero · g1 alfiere del nero | d7 pedone del nero · e7 re del bianco · a6 alfiere del nero · d6 pedone del nero · d5 donna del bianco · h5 alfiere del bianco · a4 donna del nero · b4 torre del bianco · c4 pedone del nero · f4 cavallo del bianco · g4 cavallo del nero · a3 torre del nero · e3 re del nero · f3 cavallo del bianco · g3 alfiere del bianco · a2 torre del nero · b2 torre del bianco · c2 pedone del nero · a1 cavallo del nero · g1 alfiere del nero | d7 pedone del nero · e7 re del bianco · a6 alfiere del nero · d6 pedone del nero · d5 donna del bianco · h5 alfiere del bianco · a4 donna del nero · b4 torre del bianco · c4 pedone del nero · f4 cavallo del bianco · g4 cavallo del nero · a3 torre del nero · e3 re del nero · f3 cavallo del bianco · g3 alfiere del bianco · a2 torre del nero · b2 torre del bianco · c2 pedone del nero · a1 cavallo del nero · g1 alfiere del nero | d7 pedone del nero · e7 re del bianco · a6 alfiere del nero · d6 pedone del nero · d5 donna del bianco · h5 alfiere del bianco · a4 donna del nero · b4 torre del bianco · c4 pedone del nero · f4 cavallo del bianco · g4 cavallo del nero · a3 torre del nero · e3 re del nero · f3 cavallo del bianco · g3 alfiere del bianco · a2 torre del nero · b2 torre del bianco · c2 pedone del nero · a1 cavallo del nero · g1 alfiere del nero | d7 pedone del nero · e7 re del bianco · a6 alfiere del nero · d6 pedone del nero · d5 donna del bianco · h5 alfiere del bianco · a4 donna del nero · b4 torre del bianco · c4 pedone del nero · f4 cavallo del bianco · g4 cavallo del nero · a3 torre del nero · e3 re del nero · f3 cavallo del bianco · g3 alfiere del bianco · a2 torre del nero · b2 torre del bianco · c2 pedone del nero · a1 cavallo del nero · g1 alfiere del nero | d7 pedone del nero · e7 re del bianco · a6 alfiere del nero · d6 pedone del nero · d5 donna del bianco · h5 alfiere del bianco · a4 donna del nero · b4 torre del bianco · c4 pedone del nero · f4 cavallo del bianco · g4 cavallo del nero · a3 torre del nero · e3 re del nero · f3 cavallo del bianco · g3 alfiere del bianco · a2 torre del nero · b2 torre del bianco · c2 pedone del nero · a1 cavallo del nero · g1 alfiere del nero | d7 pedone del nero · e7 re del bianco · a6 alfiere del nero · d6 pedone del nero · d5 donna del bianco · h5 alfiere del bianco · a4 donna del nero · b4 torre del bianco · c4 pedone del nero · f4 cavallo del bianco · g4 cavallo del nero · a3 torre del nero · e3 re del nero · f3 cavallo del bianco · g3 alfiere del bianco · a2 torre del nero · b2 torre del bianco · c2 pedone del nero · a1 cavallo del nero · g1 alfiere del nero | d7 pedone del nero · e7 re del bianco · a6 alfiere del nero · d6 pedone del nero · d5 donna del bianco · h5 alfiere del bianco · a4 donna del nero · b4 torre del bianco · c4 pedone del nero · f4 cavallo del bianco · g4 cavallo del nero · a3 torre del nero · e3 re del nero · f3 cavallo del bianco · g3 alfiere del bianco · a2 torre del nero · b2 torre del bianco · c2 pedone del nero · a1 cavallo del nero · g1 alfiere del nero | 5 |
| 4 | d7 pedone del nero · e7 re del bianco · a6 alfiere del nero · d6 pedone del nero · d5 donna del bianco · h5 alfiere del bianco · a4 donna del nero · b4 torre del bianco · c4 pedone del nero · f4 cavallo del bianco · g4 cavallo del nero · a3 torre del nero · e3 re del nero · f3 cavallo del bianco · g3 alfiere del bianco · a2 torre del nero · b2 torre del bianco · c2 pedone del nero · a1 cavallo del nero · g1 alfiere del nero | d7 pedone del nero · e7 re del bianco · a6 alfiere del nero · d6 pedone del nero · d5 donna del bianco · h5 alfiere del bianco · a4 donna del nero · b4 torre del bianco · c4 pedone del nero · f4 cavallo del bianco · g4 cavallo del nero · a3 torre del nero · e3 re del nero · f3 cavallo del bianco · g3 alfiere del bianco · a2 torre del nero · b2 torre del bianco · c2 pedone del nero · a1 cavallo del nero · g1 alfiere del nero | d7 pedone del nero · e7 re del bianco · a6 alfiere del nero · d6 pedone del nero · d5 donna del bianco · h5 alfiere del bianco · a4 donna del nero · b4 torre del bianco · c4 pedone del nero · f4 cavallo del bianco · g4 cavallo del nero · a3 torre del nero · e3 re del nero · f3 cavallo del bianco · g3 alfiere del bianco · a2 torre del nero · b2 torre del bianco · c2 pedone del nero · a1 cavallo del nero · g1 alfiere del nero | d7 pedone del nero · e7 re del bianco · a6 alfiere del nero · d6 pedone del nero · d5 donna del bianco · h5 alfiere del bianco · a4 donna del nero · b4 torre del bianco · c4 pedone del nero · f4 cavallo del bianco · g4 cavallo del nero · a3 torre del nero · e3 re del nero · f3 cavallo del bianco · g3 alfiere del bianco · a2 torre del nero · b2 torre del bianco · c2 pedone del nero · a1 cavallo del nero · g1 alfiere del nero | d7 pedone del nero · e7 re del bianco · a6 alfiere del nero · d6 pedone del nero · d5 donna del bianco · h5 alfiere del bianco · a4 donna del nero · b4 torre del bianco · c4 pedone del nero · f4 cavallo del bianco · g4 cavallo del nero · a3 torre del nero · e3 re del nero · f3 cavallo del bianco · g3 alfiere del bianco · a2 torre del nero · b2 torre del bianco · c2 pedone del nero · a1 cavallo del nero · g1 alfiere del nero | d7 pedone del nero · e7 re del bianco · a6 alfiere del nero · d6 pedone del nero · d5 donna del bianco · h5 alfiere del bianco · a4 donna del nero · b4 torre del bianco · c4 pedone del nero · f4 cavallo del bianco · g4 cavallo del nero · a3 torre del nero · e3 re del nero · f3 cavallo del bianco · g3 alfiere del bianco · a2 torre del nero · b2 torre del bianco · c2 pedone del nero · a1 cavallo del nero · g1 alfiere del nero | d7 pedone del nero · e7 re del bianco · a6 alfiere del nero · d6 pedone del nero · d5 donna del bianco · h5 alfiere del bianco · a4 donna del nero · b4 torre del bianco · c4 pedone del nero · f4 cavallo del bianco · g4 cavallo del nero · a3 torre del nero · e3 re del nero · f3 cavallo del bianco · g3 alfiere del bianco · a2 torre del nero · b2 torre del bianco · c2 pedone del nero · a1 cavallo del nero · g1 alfiere del nero | d7 pedone del nero · e7 re del bianco · a6 alfiere del nero · d6 pedone del nero · d5 donna del bianco · h5 alfiere del bianco · a4 donna del nero · b4 torre del bianco · c4 pedone del nero · f4 cavallo del bianco · g4 cavallo del nero · a3 torre del nero · e3 re del nero · f3 cavallo del bianco · g3 alfiere del bianco · a2 torre del nero · b2 torre del bianco · c2 pedone del nero · a1 cavallo del nero · g1 alfiere del nero | 4 |
| 3 | d7 pedone del nero · e7 re del bianco · a6 alfiere del nero · d6 pedone del nero · d5 donna del bianco · h5 alfiere del bianco · a4 donna del nero · b4 torre del bianco · c4 pedone del nero · f4 cavallo del bianco · g4 cavallo del nero · a3 torre del nero · e3 re del nero · f3 cavallo del bianco · g3 alfiere del bianco · a2 torre del nero · b2 torre del bianco · c2 pedone del nero · a1 cavallo del nero · g1 alfiere del nero | d7 pedone del nero · e7 re del bianco · a6 alfiere del nero · d6 pedone del nero · d5 donna del bianco · h5 alfiere del bianco · a4 donna del nero · b4 torre del bianco · c4 pedone del nero · f4 cavallo del bianco · g4 cavallo del nero · a3 torre del nero · e3 re del nero · f3 cavallo del bianco · g3 alfiere del bianco · a2 torre del nero · b2 torre del bianco · c2 pedone del nero · a1 cavallo del nero · g1 alfiere del nero | d7 pedone del nero · e7 re del bianco · a6 alfiere del nero · d6 pedone del nero · d5 donna del bianco · h5 alfiere del bianco · a4 donna del nero · b4 torre del bianco · c4 pedone del nero · f4 cavallo del bianco · g4 cavallo del nero · a3 torre del nero · e3 re del nero · f3 cavallo del bianco · g3 alfiere del bianco · a2 torre del nero · b2 torre del bianco · c2 pedone del nero · a1 cavallo del nero · g1 alfiere del nero | d7 pedone del nero · e7 re del bianco · a6 alfiere del nero · d6 pedone del nero · d5 donna del bianco · h5 alfiere del bianco · a4 donna del nero · b4 torre del bianco · c4 pedone del nero · f4 cavallo del bianco · g4 cavallo del nero · a3 torre del nero · e3 re del nero · f3 cavallo del bianco · g3 alfiere del bianco · a2 torre del nero · b2 torre del bianco · c2 pedone del nero · a1 cavallo del nero · g1 alfiere del nero | d7 pedone del nero · e7 re del bianco · a6 alfiere del nero · d6 pedone del nero · d5 donna del bianco · h5 alfiere del bianco · a4 donna del nero · b4 torre del bianco · c4 pedone del nero · f4 cavallo del bianco · g4 cavallo del nero · a3 torre del nero · e3 re del nero · f3 cavallo del bianco · g3 alfiere del bianco · a2 torre del nero · b2 torre del bianco · c2 pedone del nero · a1 cavallo del nero · g1 alfiere del nero | d7 pedone del nero · e7 re del bianco · a6 alfiere del nero · d6 pedone del nero · d5 donna del bianco · h5 alfiere del bianco · a4 donna del nero · b4 torre del bianco · c4 pedone del nero · f4 cavallo del bianco · g4 cavallo del nero · a3 torre del nero · e3 re del nero · f3 cavallo del bianco · g3 alfiere del bianco · a2 torre del nero · b2 torre del bianco · c2 pedone del nero · a1 cavallo del nero · g1 alfiere del nero | d7 pedone del nero · e7 re del bianco · a6 alfiere del nero · d6 pedone del nero · d5 donna del bianco · h5 alfiere del bianco · a4 donna del nero · b4 torre del bianco · c4 pedone del nero · f4 cavallo del bianco · g4 cavallo del nero · a3 torre del nero · e3 re del nero · f3 cavallo del bianco · g3 alfiere del bianco · a2 torre del nero · b2 torre del bianco · c2 pedone del nero · a1 cavallo del nero · g1 alfiere del nero | d7 pedone del nero · e7 re del bianco · a6 alfiere del nero · d6 pedone del nero · d5 donna del bianco · h5 alfiere del bianco · a4 donna del nero · b4 torre del bianco · c4 pedone del nero · f4 cavallo del bianco · g4 cavallo del nero · a3 torre del nero · e3 re del nero · f3 cavallo del bianco · g3 alfiere del bianco · a2 torre del nero · b2 torre del bianco · c2 pedone del nero · a1 cavallo del nero · g1 alfiere del nero | 3 |
| 2 | d7 pedone del nero · e7 re del bianco · a6 alfiere del nero · d6 pedone del nero · d5 donna del bianco · h5 alfiere del bianco · a4 donna del nero · b4 torre del bianco · c4 pedone del nero · f4 cavallo del bianco · g4 cavallo del nero · a3 torre del nero · e3 re del nero · f3 cavallo del bianco · g3 alfiere del bianco · a2 torre del nero · b2 torre del bianco · c2 pedone del nero · a1 cavallo del nero · g1 alfiere del nero | d7 pedone del nero · e7 re del bianco · a6 alfiere del nero · d6 pedone del nero · d5 donna del bianco · h5 alfiere del bianco · a4 donna del nero · b4 torre del bianco · c4 pedone del nero · f4 cavallo del bianco · g4 cavallo del nero · a3 torre del nero · e3 re del nero · f3 cavallo del bianco · g3 alfiere del bianco · a2 torre del nero · b2 torre del bianco · c2 pedone del nero · a1 cavallo del nero · g1 alfiere del nero | d7 pedone del nero · e7 re del bianco · a6 alfiere del nero · d6 pedone del nero · d5 donna del bianco · h5 alfiere del bianco · a4 donna del nero · b4 torre del bianco · c4 pedone del nero · f4 cavallo del bianco · g4 cavallo del nero · a3 torre del nero · e3 re del nero · f3 cavallo del bianco · g3 alfiere del bianco · a2 torre del nero · b2 torre del bianco · c2 pedone del nero · a1 cavallo del nero · g1 alfiere del nero | d7 pedone del nero · e7 re del bianco · a6 alfiere del nero · d6 pedone del nero · d5 donna del bianco · h5 alfiere del bianco · a4 donna del nero · b4 torre del bianco · c4 pedone del nero · f4 cavallo del bianco · g4 cavallo del nero · a3 torre del nero · e3 re del nero · f3 cavallo del bianco · g3 alfiere del bianco · a2 torre del nero · b2 torre del bianco · c2 pedone del nero · a1 cavallo del nero · g1 alfiere del nero | d7 pedone del nero · e7 re del bianco · a6 alfiere del nero · d6 pedone del nero · d5 donna del bianco · h5 alfiere del bianco · a4 donna del nero · b4 torre del bianco · c4 pedone del nero · f4 cavallo del bianco · g4 cavallo del nero · a3 torre del nero · e3 re del nero · f3 cavallo del bianco · g3 alfiere del bianco · a2 torre del nero · b2 torre del bianco · c2 pedone del nero · a1 cavallo del nero · g1 alfiere del nero | d7 pedone del nero · e7 re del bianco · a6 alfiere del nero · d6 pedone del nero · d5 donna del bianco · h5 alfiere del bianco · a4 donna del nero · b4 torre del bianco · c4 pedone del nero · f4 cavallo del bianco · g4 cavallo del nero · a3 torre del nero · e3 re del nero · f3 cavallo del bianco · g3 alfiere del bianco · a2 torre del nero · b2 torre del bianco · c2 pedone del nero · a1 cavallo del nero · g1 alfiere del nero | d7 pedone del nero · e7 re del bianco · a6 alfiere del nero · d6 pedone del nero · d5 donna del bianco · h5 alfiere del bianco · a4 donna del nero · b4 torre del bianco · c4 pedone del nero · f4 cavallo del bianco · g4 cavallo del nero · a3 torre del nero · e3 re del nero · f3 cavallo del bianco · g3 alfiere del bianco · a2 torre del nero · b2 torre del bianco · c2 pedone del nero · a1 cavallo del nero · g1 alfiere del nero | d7 pedone del nero · e7 re del bianco · a6 alfiere del nero · d6 pedone del nero · d5 donna del bianco · h5 alfiere del bianco · a4 donna del nero · b4 torre del bianco · c4 pedone del nero · f4 cavallo del bianco · g4 cavallo del nero · a3 torre del nero · e3 re del nero · f3 cavallo del bianco · g3 alfiere del bianco · a2 torre del nero · b2 torre del bianco · c2 pedone del nero · a1 cavallo del nero · g1 alfiere del nero | 2 |
| 1 | d7 pedone del nero · e7 re del bianco · a6 alfiere del nero · d6 pedone del nero · d5 donna del bianco · h5 alfiere del bianco · a4 donna del nero · b4 torre del bianco · c4 pedone del nero · f4 cavallo del bianco · g4 cavallo del nero · a3 torre del nero · e3 re del nero · f3 cavallo del bianco · g3 alfiere del bianco · a2 torre del nero · b2 torre del bianco · c2 pedone del nero · a1 cavallo del nero · g1 alfiere del nero | d7 pedone del nero · e7 re del bianco · a6 alfiere del nero · d6 pedone del nero · d5 donna del bianco · h5 alfiere del bianco · a4 donna del nero · b4 torre del bianco · c4 pedone del nero · f4 cavallo del bianco · g4 cavallo del nero · a3 torre del nero · e3 re del nero · f3 cavallo del bianco · g3 alfiere del bianco · a2 torre del nero · b2 torre del bianco · c2 pedone del nero · a1 cavallo del nero · g1 alfiere del nero | d7 pedone del nero · e7 re del bianco · a6 alfiere del nero · d6 pedone del nero · d5 donna del bianco · h5 alfiere del bianco · a4 donna del nero · b4 torre del bianco · c4 pedone del nero · f4 cavallo del bianco · g4 cavallo del nero · a3 torre del nero · e3 re del nero · f3 cavallo del bianco · g3 alfiere del bianco · a2 torre del nero · b2 torre del bianco · c2 pedone del nero · a1 cavallo del nero · g1 alfiere del nero | d7 pedone del nero · e7 re del bianco · a6 alfiere del nero · d6 pedone del nero · d5 donna del bianco · h5 alfiere del bianco · a4 donna del nero · b4 torre del bianco · c4 pedone del nero · f4 cavallo del bianco · g4 cavallo del nero · a3 torre del nero · e3 re del nero · f3 cavallo del bianco · g3 alfiere del bianco · a2 torre del nero · b2 torre del bianco · c2 pedone del nero · a1 cavallo del nero · g1 alfiere del nero | d7 pedone del nero · e7 re del bianco · a6 alfiere del nero · d6 pedone del nero · d5 donna del bianco · h5 alfiere del bianco · a4 donna del nero · b4 torre del bianco · c4 pedone del nero · f4 cavallo del bianco · g4 cavallo del nero · a3 torre del nero · e3 re del nero · f3 cavallo del bianco · g3 alfiere del bianco · a2 torre del nero · b2 torre del bianco · c2 pedone del nero · a1 cavallo del nero · g1 alfiere del nero | d7 pedone del nero · e7 re del bianco · a6 alfiere del nero · d6 pedone del nero · d5 donna del bianco · h5 alfiere del bianco · a4 donna del nero · b4 torre del bianco · c4 pedone del nero · f4 cavallo del bianco · g4 cavallo del nero · a3 torre del nero · e3 re del nero · f3 cavallo del bianco · g3 alfiere del bianco · a2 torre del nero · b2 torre del bianco · c2 pedone del nero · a1 cavallo del nero · g1 alfiere del nero | d7 pedone del nero · e7 re del bianco · a6 alfiere del nero · d6 pedone del nero · d5 donna del bianco · h5 alfiere del bianco · a4 donna del nero · b4 torre del bianco · c4 pedone del nero · f4 cavallo del bianco · g4 cavallo del nero · a3 torre del nero · e3 re del nero · f3 cavallo del bianco · g3 alfiere del bianco · a2 torre del nero · b2 torre del bianco · c2 pedone del nero · a1 cavallo del nero · g1 alfiere del nero | d7 pedone del nero · e7 re del bianco · a6 alfiere del nero · d6 pedone del nero · d5 donna del bianco · h5 alfiere del bianco · a4 donna del nero · b4 torre del bianco · c4 pedone del nero · f4 cavallo del bianco · g4 cavallo del nero · a3 torre del nero · e3 re del nero · f3 cavallo del bianco · g3 alfiere del bianco · a2 torre del nero · b2 torre del bianco · c2 pedone del nero · a1 cavallo del nero · g1 alfiere del nero | 1 |
|   | a | b | c | d | e | f | g | h |   |

Soluzione:
Gioco virtuale:

1. ...Ch2  [a] 2. Qd4#  [A]
1. ...c1=D [b] 2. Cg2# [B]
1. ...c3 [c] 2. De4# [C]
Gioco reale: 1. Cd2!  (minaccia Cf1#)

- 1. ...Ch2  [a] 2. Cg2#  [B]
- 1. ...c1=D  [b] 2. De4#  [C]
- 1. ...c3  [c] 2. Qd4#  [A]